# جواهرسازی ایرانی

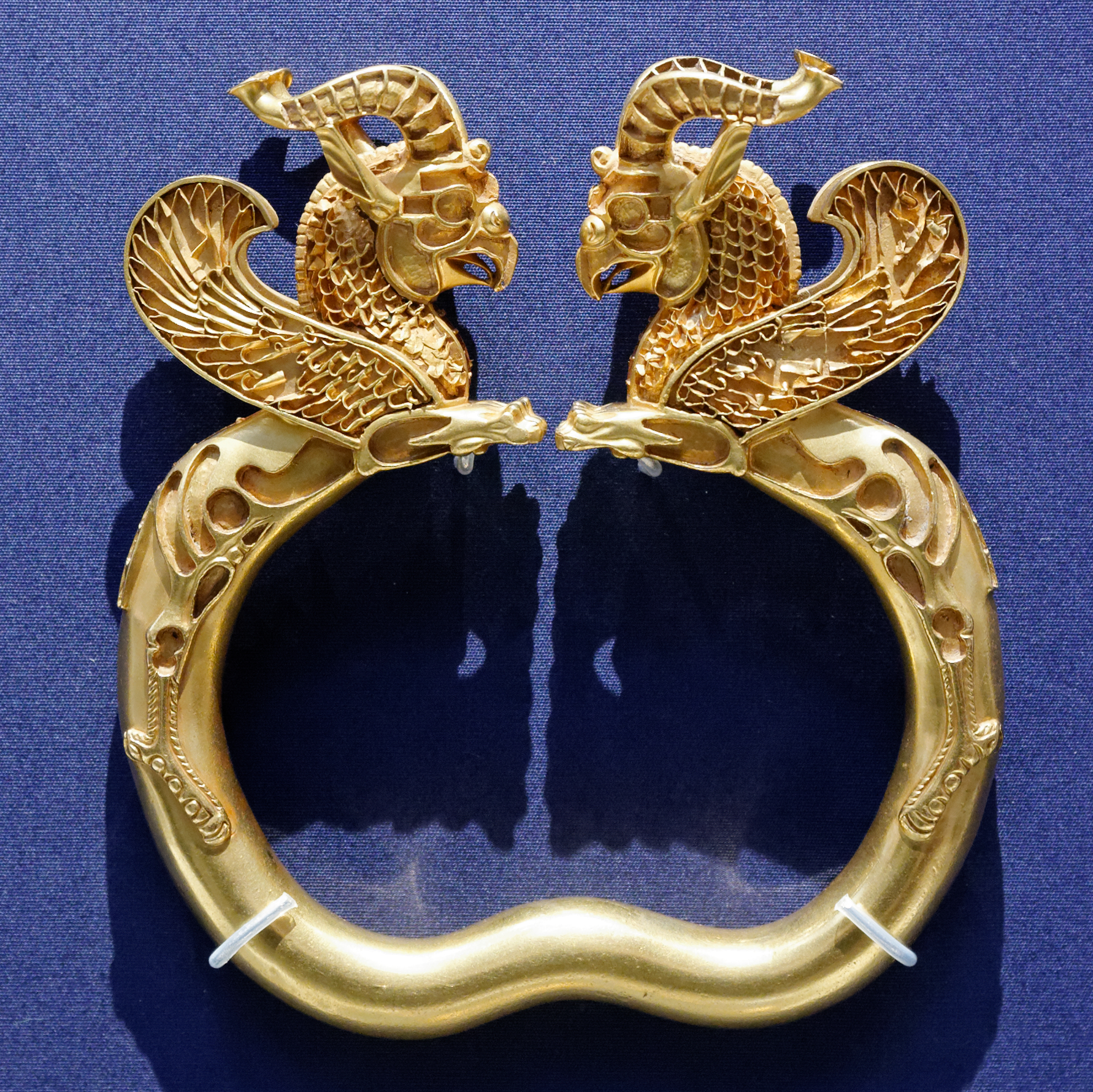
بازوبند طلایی بز و پرندهٔ هما از جنس طلا مربوط به هنر هخامنشی که به دلیل حفره‌های زیاد احتمال می‌رود سنگ‌ها و جواهرات زیادی روی آن کار شده باشد.

جواهرسازی ایرانی به شاخه‌ای از صنعت و هنر کاربردی ایرانی گفته می‌شود.

## تاریخچه
در دوران باستان در هزارهٔ چهارم بیش از میلاد استفاده از سنگ‌های عقیق و فیروزهٔ روشن متداول بود. همچنین در خرابه‌های شوش نمونهٔ سنجاق سر مسی که روی آن با لاجورد تزئین شده پیدا شده است.

### هخامنشیان
مردان و زنان ایرانی در عهد هخامنشیان با خود جواهرات بسیاری داشتند. یکی از نقوش کشف شده در استخر مردی را نشان می‌دهد که گلوبند و گوشواره دارد و در حجاری‌های سربازان هخامنشی سلاح، بازوبند و گردنبند آن‌ها مطلا کاری و با جواهرات زیادی پرداخته شده‌اند. از مجموعه جواهرات هخامنشی که به صورت پراکنده در موزه‌های مختلف دنیا نگهداری می‌شوند سه مجموعهٔ آن نسبت به دیگر آثار بیشتر قابل توجه است:
1. گنجینهٔ آمودریا یا موسوم به جیحون که در سال ۱۸۷۷ میلادی در حوالی تاجیکستان کنار مرز افغانستان کشف شد و در حال حاضر در موزه ویکتوریا و آلبرت نگهداری می‌شود. مهم‌ترین شیء این مجموعه بازوبندی از طلا متعلق به قرن ۵ پیش از میلاد است که به‌دلیل حفره‌های زیاد احتمال می‌رود سنگ‌های قیمتی زیادی روی آن کار شده‌است که حالا وجود ندارند.[۴]
2. مجموعه‌ای از جواهرات که ژاک دو مورگان در سال ۱۹۰۴ در یک گور در شوش کشف کرد که شامل: گردنبندی از طلا که از دو جهت به دو سر شیر ختم می‌شود. روی این دو شیر، مرصع‌کاری و جواهر زیادی به‌کار رفته بود. علاوه بر آن دو گوشواره، یک سر ریز با ۱۸ آویز طلا، چند دکمه و مقداری جواهر دیگر از این مقبره کشف شد. این مجموعه در موزهٔ لوور پاریس نگهداری می‌شود.[۵]
3. مجموعه‌ای از جواهرات مربوط به ۵۴۰ تا ۴۳۰ پیش از میلاد است که در موزهٔ ملی ایران نگهداری می‌شود که شامل چند گردنبند و گوشواره است. به دلیل شباهت آثار با مجموعهٔ دمورگان احتمال می‌رود که آن‌ها نیز از مقبره‌ای کشف شده باشند.[۶]

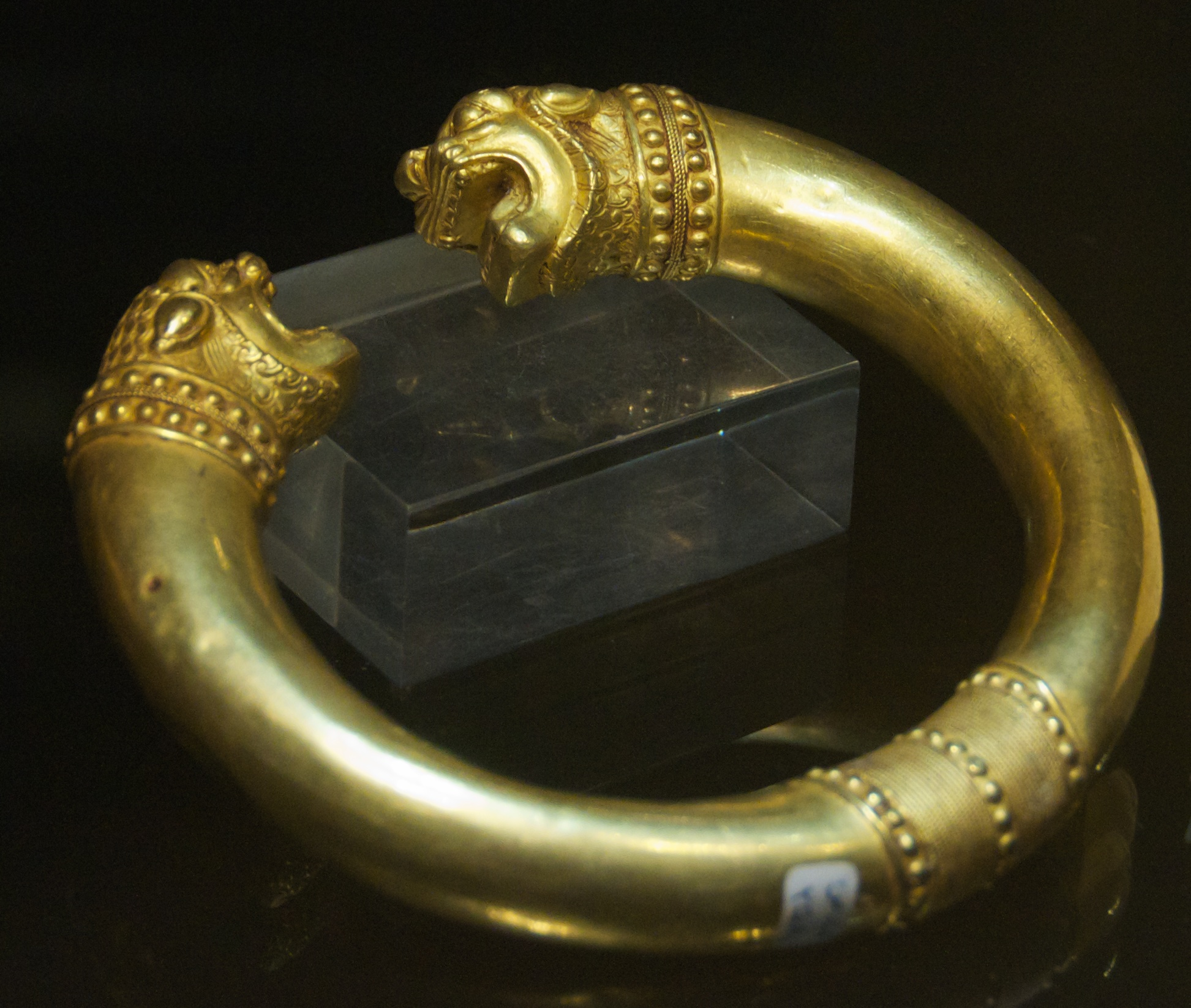
بازوبند از جنس طلا، دورهٔ هخامنشی، واقع در موزهٔ رضا عباسی، تهران
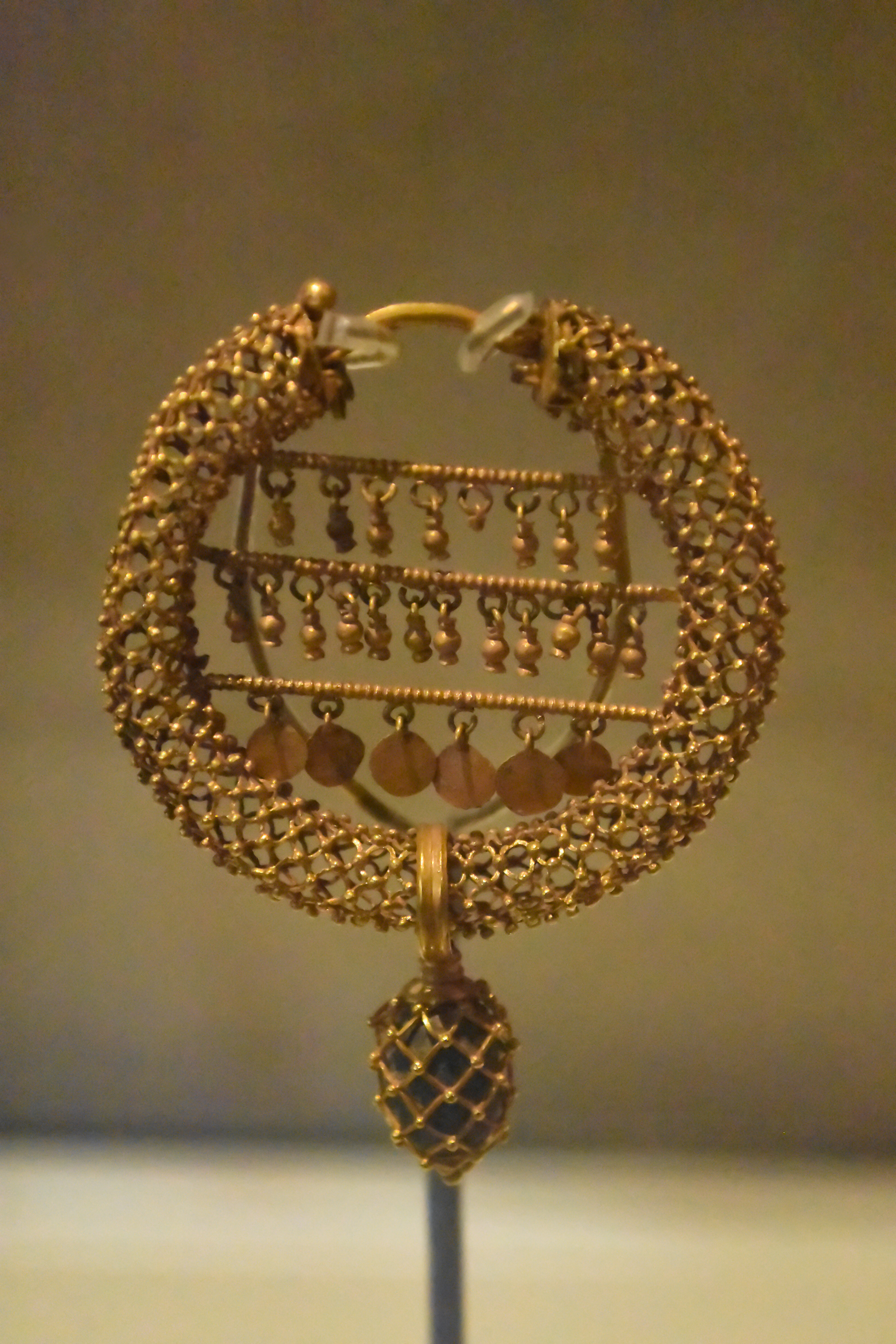
گوشوارهٔ هخامنشی کشف شده در پاسارگاد،
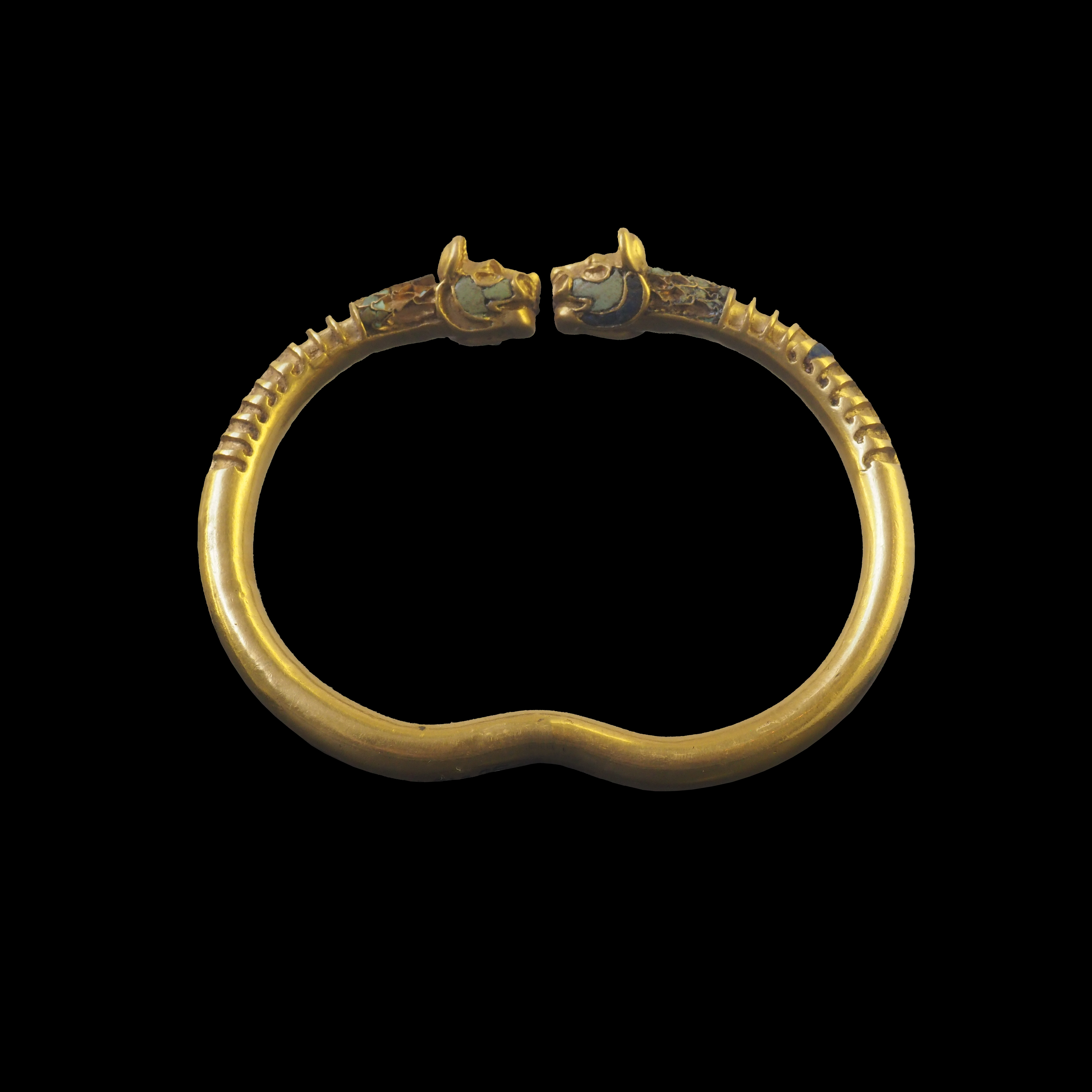
دستبند هخامنشی، حوالی ۳۵۰ پیش از میلاد واقع در موزهٔ لوور، پاریس
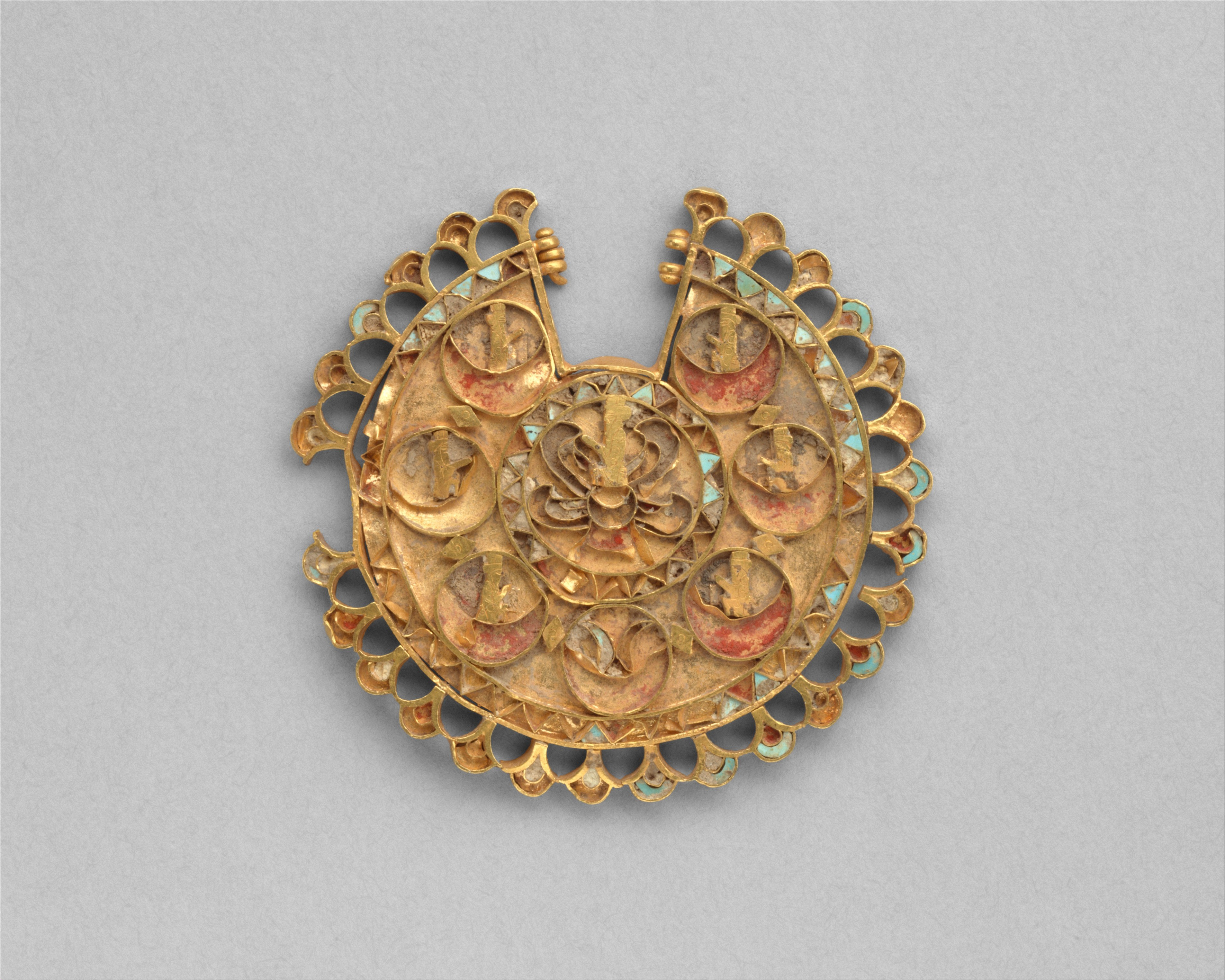
گوشوارهٔ هخامنشی، طلا همراه با منبت فیروزه‌ای

### اشکانیان
در دورهٔ اشکانیان جواهرسازی همانند دورهٔ هخامنشیان رواج داشت با این تفاوت که اسلوب‌های تزئینی، پیجیدگی و ظرافت زیورآلات بیشتر می‌شود. در گوشواره‌های این دوره معمولاً از شکل انار و یاقوت‌های انار استفاده زیادی می‌شده‌است. اشکانیان نیز مانند زنان و مردان هخامنشی از گوشواره و گردنبند استفاده می‌کردند و اسب‌ها و جنگ‌افزار خود را با مطلا و جواهرکاری مزین می‌کردند.

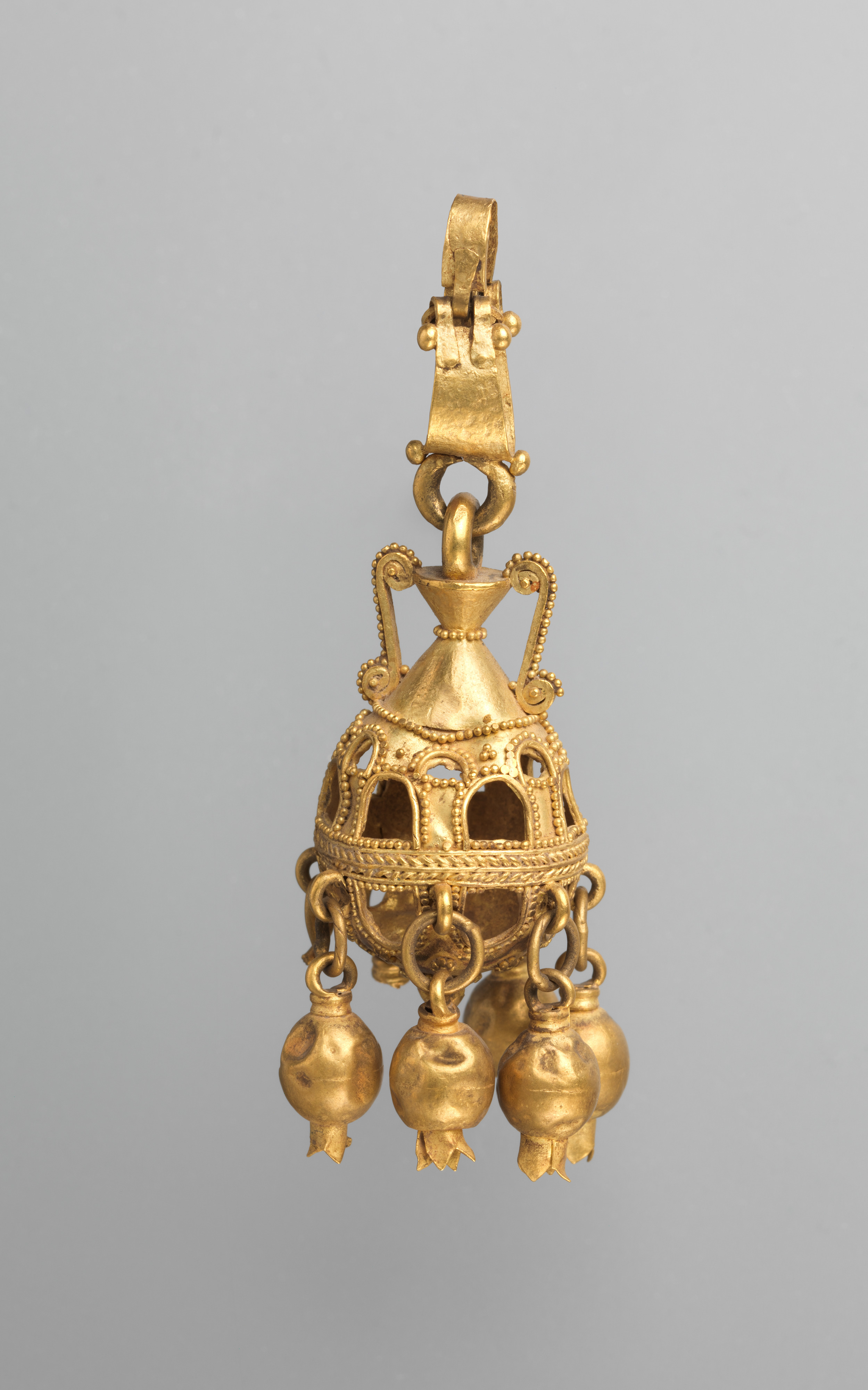
گوشوارهٔ اشکانی، موزهٔ متروپولیتن
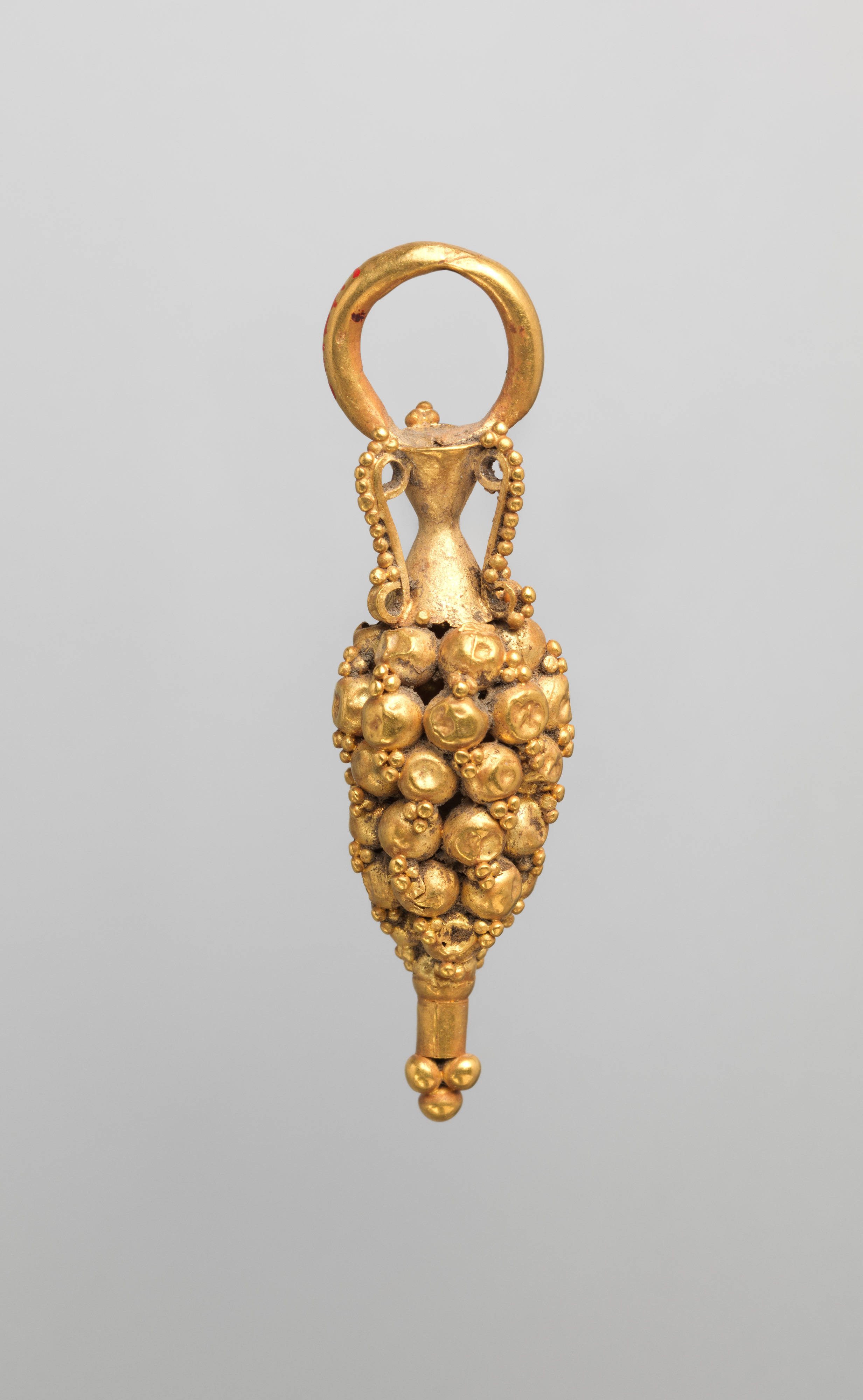
گوشوارهٔ اشکانی، موزهٔ متروپولیتن
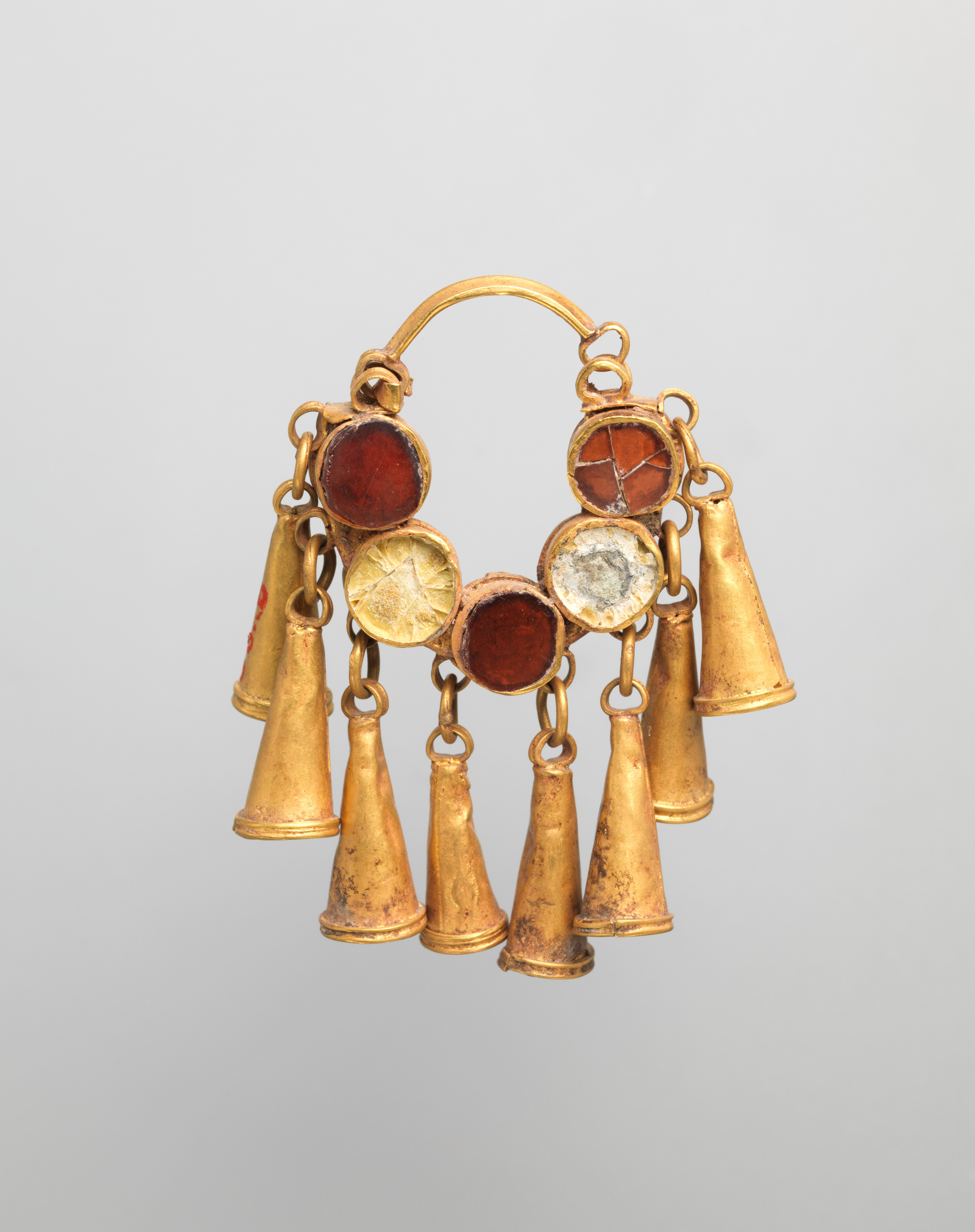
گوشوارهٔ اشکانی، موزهٔ متروپولیتن
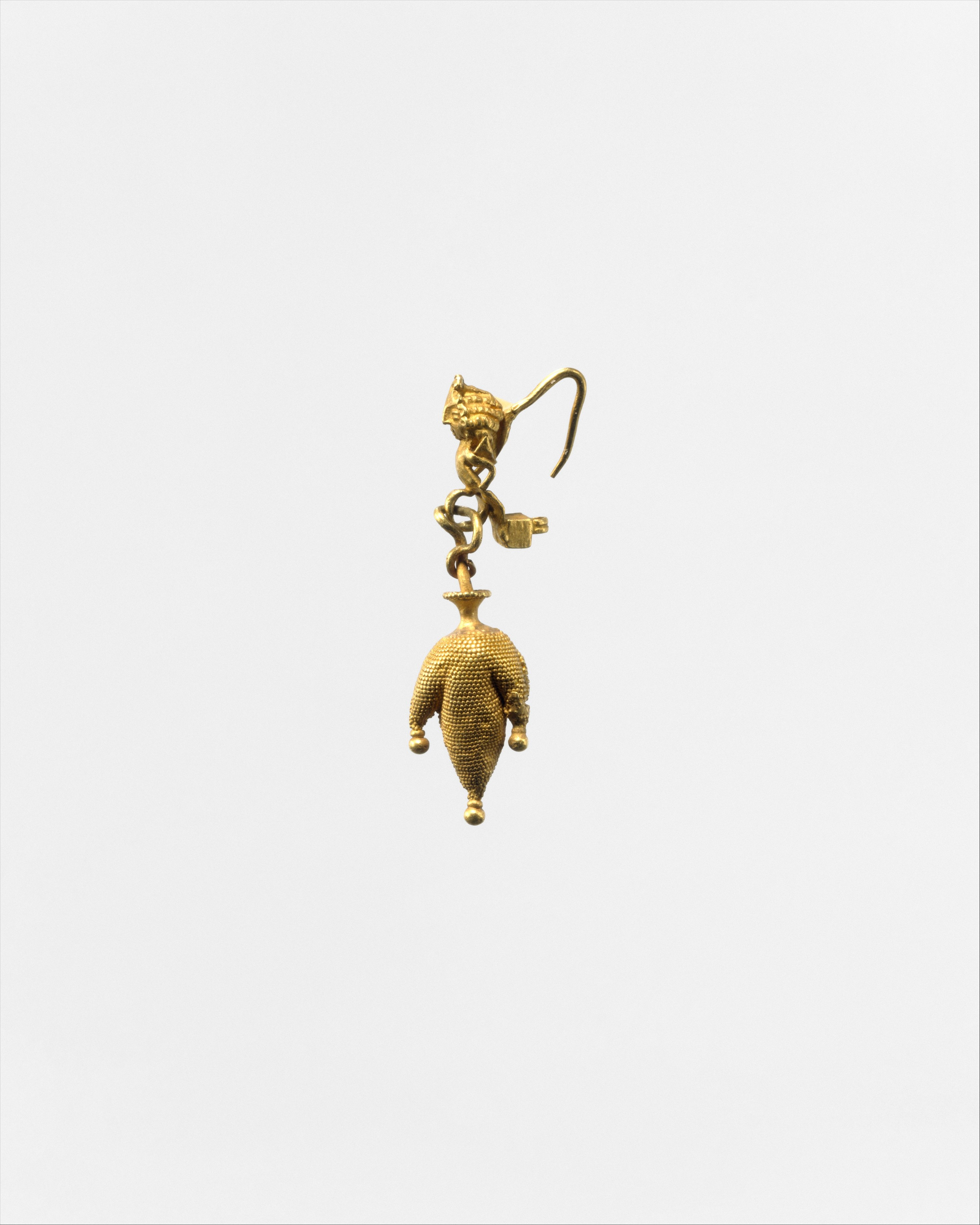
گوشوارهٔ اشکانی، موزهٔ متروپولیتن

### ساسانیان
در دورهٔ ساسانیان کثرت ثروت پادشاهان و اعیان و خزانه‌ها در هنر ساسانی به خصوص در زیورآلات، ظروف نقره و طلا قابل مشاهده است. در این دوره ظروف زرین و سیمین رواج پیدا کردند و پارچه‌بافی به اوج خود رسید. پادشاهان ساسانی در دورهٔ سلطنت خود آرایش، لباس و تاج مخصوص به خود را داشتند و به همین روی جواهرسازی و کار با فلز ظرافت و پیچیدگی بیشتری پیدا کرد. از جواهرات و تاج‌های ساسانی به دلیل حمله و غارت رومیان و اعراب آثار کمی به جا مانده‌است.

#### تاج‌های ساسانی
در سلسلهٔ ساسانیان، هر پادشاه تاج منحصر به فرد خود را داشت که بنابر پیروزی‌ها و موفقیت‌های سیاسی طراحی و ساخته می‌شد. برای مثال تاج خسرو انوشیروان از جنس طلا و نقره بود و روی آن با زمرد و یاقوت مزین شده بود. وزن تاج حدوداً نود و یک کیلوگرم و به قدری سنگین بود که سر انسان تحمل وزن آن را نداشت و به همین جهت توسط زنجیرهای نازکی از سقف آویزان می‌شد و شاه زیر آن می‌نشست. طرح کلی تاج شاهان ساسانی کنگره‌دار است که احتمالاً این فرم را از تاج شاهان هخامنشی به خصوص تاج داریوش سوم گرفته‌اند، با این تفاوت که تاج‌های ساسانی بسیار پر آرایه و مجلل‌تر از تاج‌های شاهان هخامنشی بوده‌اند. برخلاف هخامنشیان و اشکانیان، شاهان ساسانی علاقهٔ زیادی به استفاده از نماد (مذهبی و ملی) بر روی تاج‌های خود داشتند.

#### جواهرات
از جواهرات ساسانی می‌توان به گنجینه پتروسا، کشف شده در شهری به همین نام در رومانی اشاره کرد. از نمونه آثار این گنجینه می‌توان به قاب‌هایی طلایی که پایهٔ ظروف بلورین بودند و با سنگ‌های قیمتی آذین می‌شدند اشاره کرد. همچنین کمربندی طلایی از اردشیر بابکان که روی آن یاقوت‌کاری شده و با خط پهلوی نام پادشاه نوشته شده‌است اولین بار در شهر ماینتس واقع در آلمان کشف شد.

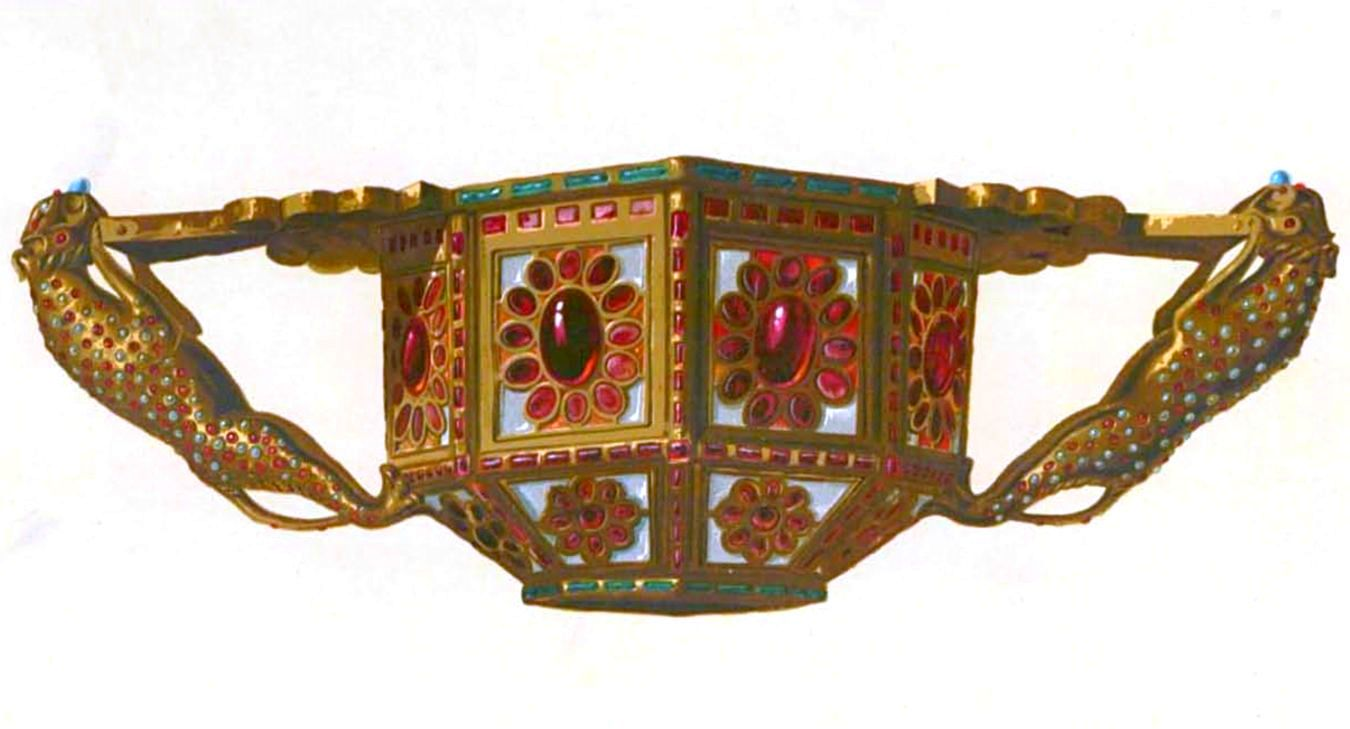
قاب طلایی منقور که در داخل آن ظرف بلورین قرار می‌گرفته‌است، از آثار گنجینهٔ پتروسا، رومانی
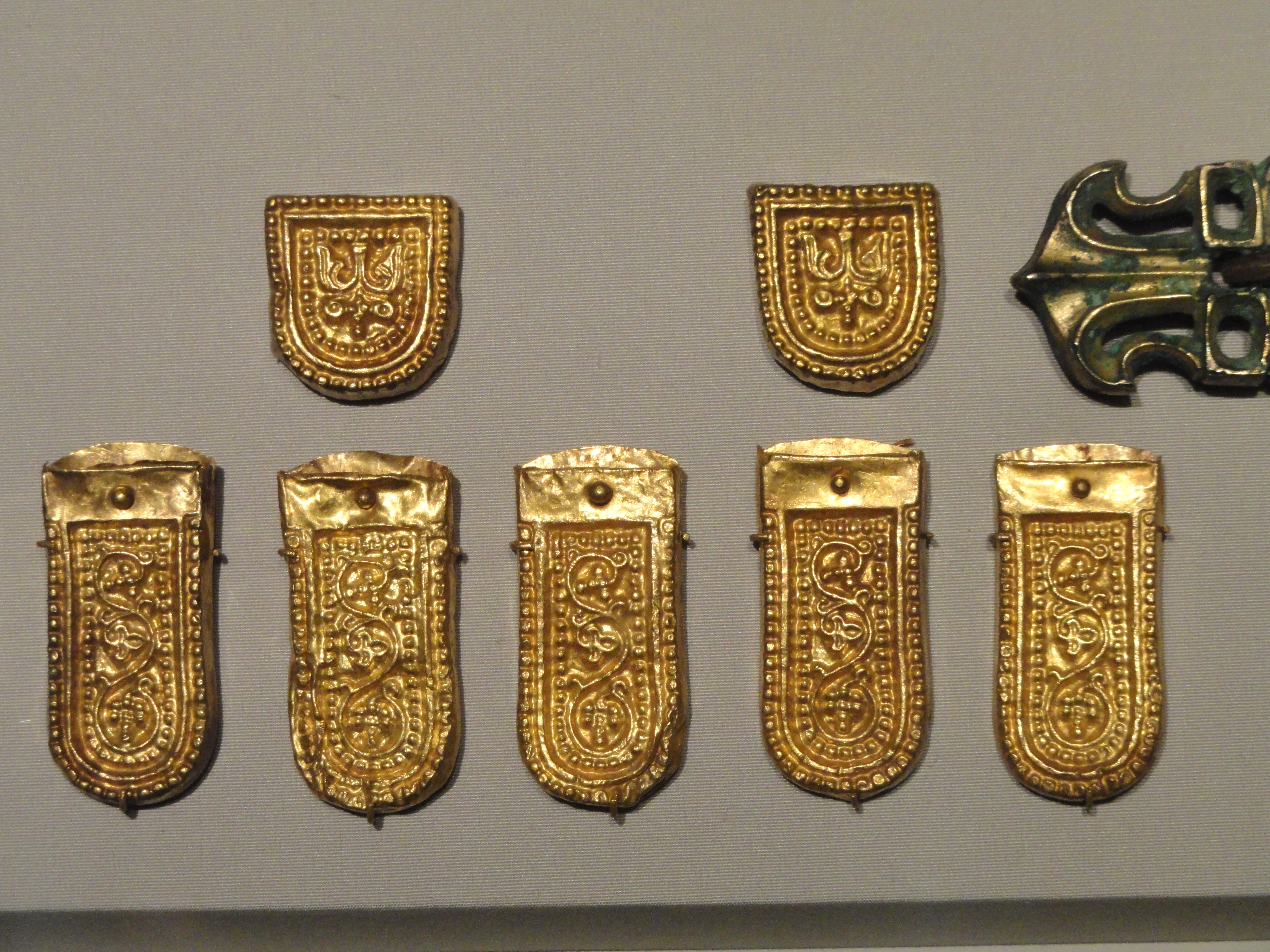
قسمت‌هایی از بند کمربند از جنس طلا منسوب به اردشیر بابکان

#### درفش کاویانی
از آثاری که به دورهٔ ساسانی منسوب می‌شود درفش کاویانی است. به گفتهٔ مورخان اسلامی این پرچم احتمالاً از جنس پوست خرس، پلنگ یا بزغاله یا شیر بوده و اندازه‌ای حدود ۱۲ در ۸ داشته‌است. به گفتهٔ بلعمی، روی این درفش، سنگ‌های قیمتی و مروارید و سکه‌های بسیار زیادی دوخته می‌شده و هر پادشاه ساسانی به فال نیک در دورهٔ سلطنت خود به آن جواهر و سکه‌ای اضافه می‌کرده‌است.